# جوزيف موير
جوزيف موير (بالإنجليزية: Joseph Moir)‏ هو شخصية أعمال أسترالي، ولد في 1809، وتوفي في 1874.